# Giana Romanova
Giana Aleksandrovna Romanova (ukrajinsko Гиана Александровна Романова), ukrajinska atletinja, * 10. marec 1954, Čuvašija, Sovjetska zveza.
Ni nastopila na poletnih olimpijskih igrah. Leta 1978 je osvojila naslov prvakinje na evropskem prvenstvu v teku na 1500 m. 